# 宫河恭夫
宫河恭夫（日语：／ Miyakawa Yasuo：1956年6月8日—）是日本动画制作人、实业家。现任万代南梦宫控股董事，负责娱乐单元数字业务，同时担任一般社团法人GUNDAM GLOBAL CHALLENGE的代表理事。宫河恭夫自1981年加入万代公司以来，历任多个重要职位，包括万代数字娱乐董事、日升（现万代南梦宫影像制作）代表董事社长、万代南梦宫娱乐代表董事社长等2019年起，他担任万代南梦宫控股董事，负责网络娱乐及数字业务，2023年卸任后转为高级顾问。
宫河恭夫在高达系列及其他动画作品的企划与制作中发挥了重要作用，并推动了万代南梦宫集团在数字娱乐领域的发展。他在动画产业及企业经营管理方面具有深远影响。

## 个人生平
宫河恭夫1956年6月出生于东京都，1981年3月从东京经济大学经济学部毕业，获得经济学学士学位，随后于同年4月加入株式会社万代，开启了他的职业生涯。他参与了塑料模型的销售以及面向女孩的玩具开发工作，之后又加入了Pippin Atmark（苹果公司Pippin项目的万代版本）项目的开发工作。1996年1月，他升任株式会社万代数字娱乐董事。
2000年4月，宫河恭夫加入日升制作社（现万代南梦宫影像制作），并担任网络开发部部长。作为策划制作人，他曾参与《機動戰士GUNDAM SEED》以及《機動戰士GUNDAM 00》等作品的制作。2002年3月，株式会社萬代頻道成立，宫河恭夫担任非执行董事。2004年4月，他升任株式会社日升董事，并于2007年5月兼任株式会社萬代影視（现株式会社万代南梦宫音乐现场）的社外董事。2008年4月，他晋升为株式会社日升的常务董事，2011年4月进一步升任专务董事，2013年4月担任董事副社长，最终于2014年4月接替内田健二成为代表董事社长。
在此期间，他还于2014年4月参与创立了一般社团法人GUNDAM GLOBAL CHALLENGE，并担任代表理事。2015年1月，他被任命为内阁府酷日本战略推进会议成员。同年4月，他主导成立了株式会社萬代南夢宮圖像，并担任代表董事社长。此外，他还兼任株式会社万代南梦宫版权营销非执行董事，并于2015年10月加入知识产权战略本部验证・评估・企划委员会。
2018年4月，宫河恭夫调任株式会社万代南梦宫控股，担任执行董事，负责领导IP创作部门的同时，还兼任株式会社BANDAI SPIRITS非执行董事。同年6月，他升任株式会社万代南梦宫控股董事，继续负责IP创作部门。2019年3月，他创立了株式会社Evolving G，担任代表董事社长，并于同年4月调任株式会社万代南梦宫控股董事，负责网络娱乐单元，同时担任株式会社万代南梦宫娱乐代表董事社长。2019年12月，他被任命为一般社团法人超教育协会评议员。
2020年4月，他兼任株式会社万代非执行董事，2021年4月调任株式会社万代南梦宫控股董事，负责娱乐单元数字业务。2023年4月，他担任株式会社万代南梦宫控股董事兼高级顾问，同年6月正式卸任董事职务，由曾担任BANDAI SPIRITS代表董事社长的宇田川南欧接任。而宫河恭夫则继续担任高级顾问。

## 人物特征
随着万代与南梦宫的经营整合，万代南梦宫集团诞生，宫河恭夫开始探索与源自南梦宫的公司建立合作关系。其中一个例子是将日升公司的新作动画角色以及机械设计在以南梦宫为母体的万代南梦宫游戏内部进行公开征集方案。这一举措是在鵜之澤伸担任万代南梦宫游戏社长后，宫河向鹈之泽提出请求从而实现的。由于南梦宫内部原本就有许多曾立志进入动画行业但因各种原因不得不放弃的人才，这些人的专业性和专注力使得提出的高水平方案让鹈之泽等万代集团出身的人都为之惊叹。

## 目前职位
- 一般社团法人GUNDAM GLOBAL CHALLENGE代表理事[19]
- 日本数字艺术体育文化创造机构（日语：日本デジタル芸術スポーツ文化創造機構）顾问[20]
- 超级教育协会理事[21]

## 演出

### 电视剧
- 新周刊富士电视台评论（日语：新・週刊フジテレビ批評）（2011年11月5日、富士电视台） [22]
- 《热门的秘密（日语：ヒットの秘密）》（2013年7月7日、东京电视台） [23]
- 世界經濟衛星（2014年7月9日[24]及8月15日[25]，东京电视台）
- 《梦想的遗产：超越领袖的梦想》（夢遺産〜リーダーの夢の先〜，2020年8月3日，东京电视台) [26]

## 脚注
1. 1 2  . 日本経済新聞. 2019-02-06  [2020-03-10]. （原始内容存档于2023-04-05）.
2. 1 2 3 4 5 6 7 8   (PDF) (新闻稿). 株式会社バンダイナムコホールディングス. 2018-06-18  [2021-05-15]. （原始内容存档于2018-07-09） （日语）.
3. ↑   (访谈). 万代南梦宫控股. 2014-06  [2022-04-07]. （原始内容存档于2025-02-23） （日语）.
4. ↑  .  與市井三衛的访谈. 特定非営利活動法人映像産業振興機構. 2019-11-21  [2022-04-07]. （原始内容存档于2025-01-14） （日语）.
5. ↑   (PDF) (新闻稿). 株式会社バンダイ, 株式会社サンライズ, バンダイビジュアル株式会社, バンダイネットワークス株式会社. 2002-03-04  [2021-05-15]. （原始内容存档 (PDF)于2023-04-04） （日语）.
6. ↑   (PDF) (新闻稿). 万代影视. 2007-04-25  [2022-04-07] （日语）.
7. ↑  . アニメ!アニメ!ビズ (イード). 2014-03-20  [2021-05-15]. （原始内容存档于2014-03-20）.
8. 1 2 3 4 5   (PDF) (新闻稿). 株式会社バンダイナムコホールディングス. 2019-02-06  [2019-02-07]. （原始内容存档于2025-02-21） （日语）.
9. ↑   (PDF). 内閣府. 2015-01-15  [2022-04-07]. （原始内容存档 (PDF)于2023-03-15） （日语）.
10. ↑   (PDF) (新闻稿). 首相官邸. 2015-10-23  [2022-04-07]. （原始内容存档 (PDF)于2024-08-16） （日语）.
11. 1 2   (PDF) (新闻稿). 株式会社バンダイナムコホールディングス. 2018-02-09  [2021-05-15]. （原始内容存档于2021-11-23） （日语）.
12. ↑  . 株式会社バンダイナムコホールディングス. 2019-06-24  [2025-02-23]. （原始内容存档于2025-02-23） （日语）.
13. ↑   (新闻稿). 一般社団法人超教育協会. 2019-12-12  [2022-04-07]. （原始内容存档于2024-12-05） （日语）.
14. ↑   (PDF) (新闻稿). 株式会社バンダイナムコホールディングス. 2020-02-06  [2022-12-11]. （原始内容存档于2024-10-03） （日语）.
15. ↑   (PDF) (新闻稿). 株式会社バンダイナムコホールディングス. 2021-02-08  [2021-05-15]. （原始内容存档 (PDF)于2025-02-21） （日语）.
16. 1 2   (PDF) (新闻稿). 株式会社バンダイナムコホールディングス. 2023-02-07  [2023-09-02]. （原始内容存档 (PDF)于2024-08-22） （日语）.
17. ↑  . gamebiz. ゲームビズ. 2023-02-07  [2023-04-04]. （原始内容存档于2025-02-23） （日语）.
18. 1 2  . 日経トレンディネット.  與中村均的访谈. 2009-03-05: 8  [2021-05-15]. （原始内容存档于2012-05-09） （日语）.
19. ↑  . ファミ通.com. 2020-12-27  [2025-02-23]. （原始内容存档于2025-02-23） （日语）.
20. ↑  . 一般社団法人日本デジタル芸術スポーツ文化創造機構.   [2022-04-07]. （原始内容存档于2025-02-24） （日语）.
21. ↑  . 一般社団法人超教育協会. 2022-04  [2022-04-07]. （原始内容存档于2024-11-07） （日语）.
22. ↑  . 価格.com.   [2022-04-07] （日语）.
23. ↑  . 価格.com.   [2022-04-07]. （原始内容存档于2022-04-06） （日语）.
24. ↑  . 価格.com.   [2022-04-07]. （原始内容存档于2014-07-10） （日语）.
25. ↑  . 価格.com.   [2022-04-07] （日语）.
26. ↑  . 夢遺産〜リーダーの夢の先〜. テレビ東京. 2020-08-03  [2022-04-07]. （原始内容存档于2023-04-04） （日语）.